# Domjur
Domjur là một thị trấn thống kê (census town) của quận Haora thuộc bang Tây Bengal, Ấn Độ.

## Nhân khẩu
Theo điều tra dân số năm 2001 của Ấn Độ, Domjur có dân số 16.822 người. Phái nam chiếm 50% tổng số dân và phái nữ chiếm 50%. Domjur có tỷ lệ 69% biết đọc biết viết, cao hơn tỷ lệ trung bình toàn quốc là 59,5%: tỷ lệ cho phái nam là 73%, và tỷ lệ cho phái nữ là 65%. Tại Domjur, 10% dân số nhỏ hơn 6 tuổi.